# André Schumacher
André Schumacher (* 27. Oktober 1974 in Rostock) ist ein deutscher Fotograf und Autor.

## Laufbahn
André Schumacher studierte Architektur in Potsdam sowie Bildende Kunst, Design und Philosophie in Edinburgh. Er ist Diplom-Architekt.
Nach dem Studium arbeitete er als Architekt und Städtebauer in San Sebastián, Vitoria-Gasteiz und Santa Cruz de Tenerife.
2003 machte er sich als Reisefotograf und Journalist selbstständig und ist seitdem auf der ganzen Welt unterwegs. Von seinen Reisen berichtete er in über 500 Vorträgen im gesamten deutschsprachigen Raum.
Er ist Mitglied der Agentur für Photos & Reportagen laif. Seine Fotos erscheinen unter anderem in der Wochenzeitung Die Zeit und in der Frankfurter Allgemeine Zeitung.
Schumacher lebt in Bäbelin, in der Nähe von Wismar, und bietet dort im Kunterbunthof Fremdenzimmer und Campingmöglichkeiten an.

## Veröffentlichungen
- Eine Familie, zwei Räder und das Abenteuer unseres Lebens. Gräfe und Unzer Verlag, 2018, ISBN 978-3-834-22999-1

## Reiseshows
- 2017: Wildes Europa – 3517 Kilometer mit Kind und Kegel
- 2013: Kanaren – In sieben Inseln um die Welt
- 2010: In 80 Tagen um die Welt
- 2009: Eiszeit – Abenteuer Antarktis
- 2006: Südamerika – Mit dem Fahrrad auf extremer Tour